# لوئیس ریموند استریکلین

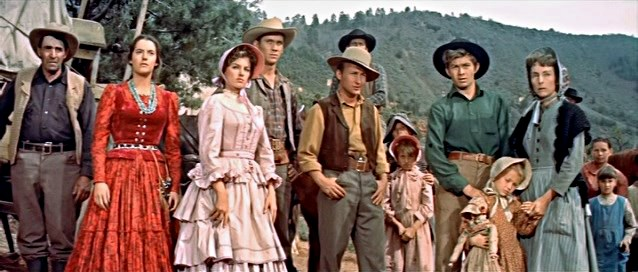

لوئیس ریموند استریکلین (به انگلیسی: Lewis Raymond Stricklyn) (زاده ۸ اکتبر ۱۹۲۸ – درگذشته ۱۴ مه ۲۰۰۲) یک هنرپیشه سینما، هنرپیشه صحنه، بازیگر تلویزیون، ستاره اپرا و روزنامه‌نگار آمریکایی بود. او با وسترن‌هایی با کیفیت فیلم درجه ب در دنیای سینما شناخته شده‌است. در این فیلم‌ها ریموند با سنی کم و ظاهر پسرانه در مقابل استعدادهای برتر آن زمان بازی می‌کرد.